# Würzburg (stad)
Würzburg is een kreisfreie Stadt in het noordwesten van de Duitse deelstaat Beieren. De stad ligt aan de rivier de Main en is de hoofdstad van het Regierungsbezirk Neder-Franken (Unterfranken). De stad telt 128.246 inwoners (31-12-2023) op een oppervlakte van 87,63 km². Het is daarmee qua inwoneraantallen de vijfde stad van Beieren. De stad is bekend door het laboratorium waar Wilhelm Röntgen de röntgenstraling ontdekte en door de barokke prins-bisschoppelijke Residentie van Würzburg, die sinds 1981 op de Werelderfgoedlijst staat.
De universiteit van Würzburg, de Julius-Maximilians-Universität, werd in 1402 gesticht en is de oudste van Beieren. Circa een vijfde van de inwoners van de stad is student, vooral aan deze universiteit.
Würzburg ligt op het noordelijkste punt van de Romantische Straße.

## Geschiedenis
Würzburg is een oude bisschopsstad. Würzburg wordt in 704 voor het eerst in oorkonden genoemd. Al wat eerder, tussen 686 en 689, was de Ierse heilige Kilianus in deze streek als missionaris actief. Het bisdom Würzburg werd in 742 door Bonifatius gesticht. Niet veel later werd begonnen met de bouw van de dom.
Te Würzburg trad keizer Frederik I Barbarossa in 1156 in het huwelijk met zijn tweede vrouw, Beatrix I van Bourgondië. Hij was de stad goedgezind; hij maakte de bisschoppen van Würzburg in 1168 ook hertogen van de Franken, waarna het bisdom zich tot het belangrijke prinsbisdom Würzburg ontwikkelde.
In 1402 stichtte prins-bisschop Johan I van Egloffstein de universiteit van Würzburg, die maar kort zou bestaan, maar in 1582 opnieuw werd gesticht.
Tussen 1626 en 1630 beleefden onder prins-bisschop Philipp Adolf van Ehrenberg de heksenprocessen in Würzburg hun hoogtepunt: 200 'heksen' vonden er de dood. In 1631 werd de stad tijdens de Dertigjarige Oorlog veroverd door de Zweden. De stad, die tot dan toe in de greep van de Contrareformatie was geweest, bleef voor drie jaar in handen van de protestantse Zweden.
Prins-bisschop Johann Philipp Franz von Schönborn gaf in 1720 opdracht tot de bouw van de laat-barokke residentie.
Het prinsbisdom werd door de Reichsdeputationshauptschluss van 1803 geseculariseerd en kwam vrijwel geheel aan het keurvorstendom Beieren. Beieren stond Würzburg bij de Vrede van Presburg in 1805 af aan de voormalige groothertog Ferdinand III van Toscane. Würzburg werd hierbij verheven tot keurvorstendom en, toen Ferdinand op 30 september 1806 deelnam aan de Rijnbond, tot groothertogdom. In 1814 kwam de stad wederom aan Beieren, waartoe het tot op heden behoort.
In 1934 kreeg Würzburg de status van Großstadt, wat betekent dat de stad de grens van 100.000 inwoners was gepasseerd. Tijdens de Tweede Wereldoorlog werd de stad op 16 maart 1945 door geallieerde luchtbombardementen zwaar getroffen: ruim 5000 inwoners kwamen om het leven en 90% van de binnenstad werd verwoest. De herstelwerkzaamheden van de residentie duurden tot in de jaren '80, die van de Dom tot 1967.
Na de Tweede Wereldoorlog werd Würzburg een belangrijk steunpunt van het Amerikaanse leger. Tot 2006 bleven er Amerikaanse militairen in en rond de stad gestationeerd.
In 2016 en 2021 vonden in de stad aanslagen plaats. De aanslag in 2021 eiste drie levens.

## Stadsbeeld

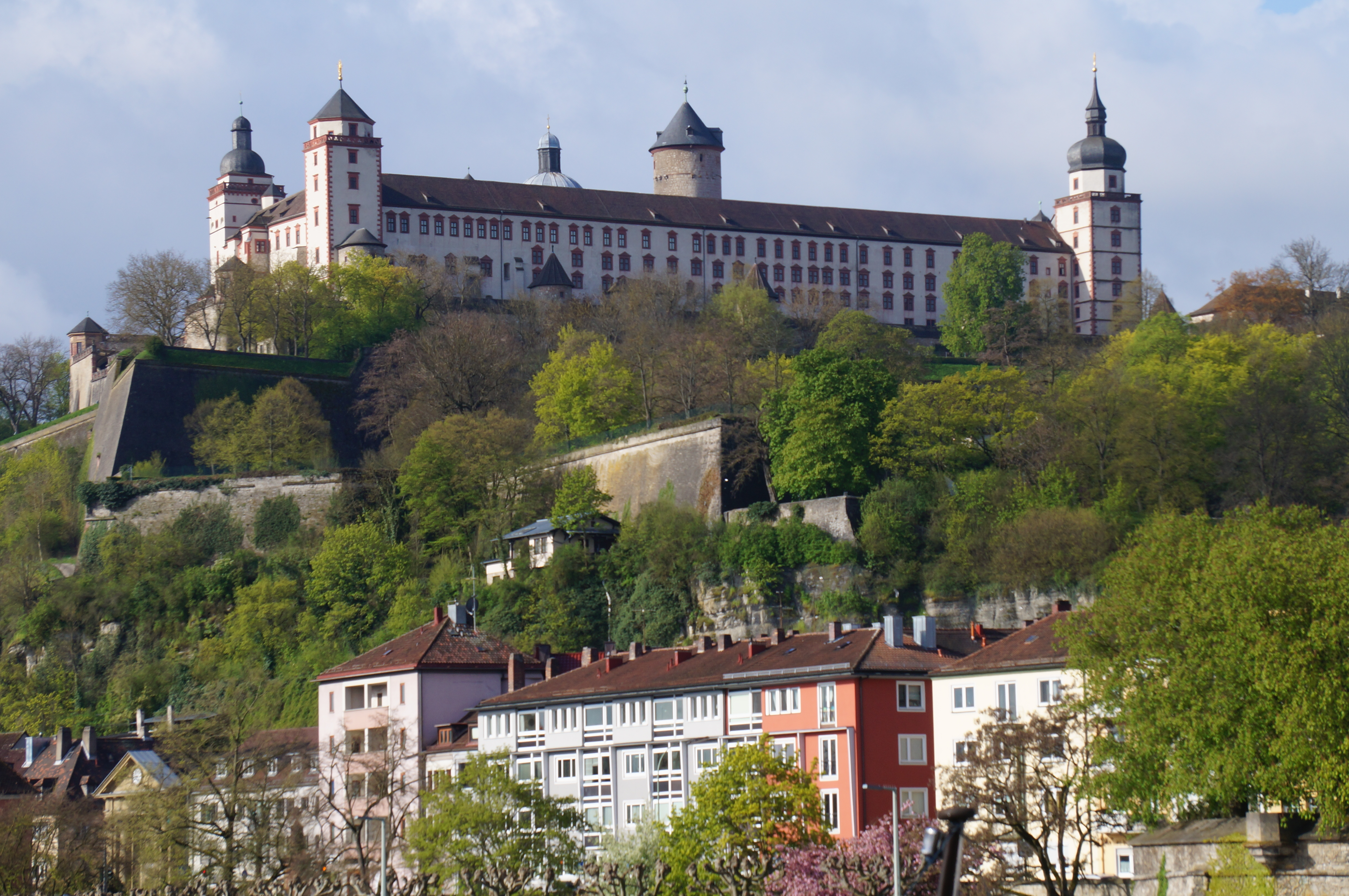
Perspektive der Festung Marienberg

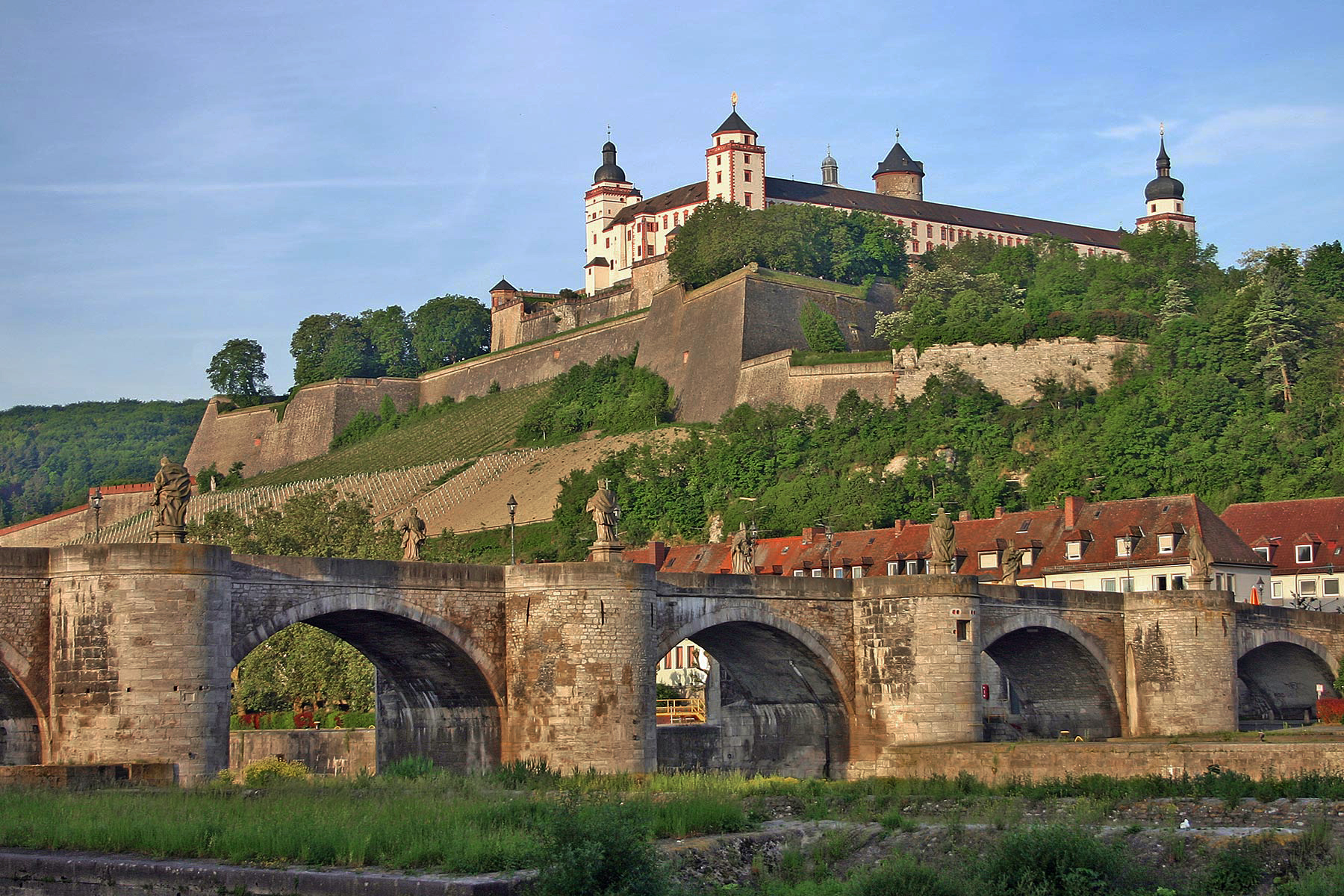
De vesting Marienberg en de Alte Mainbrücke

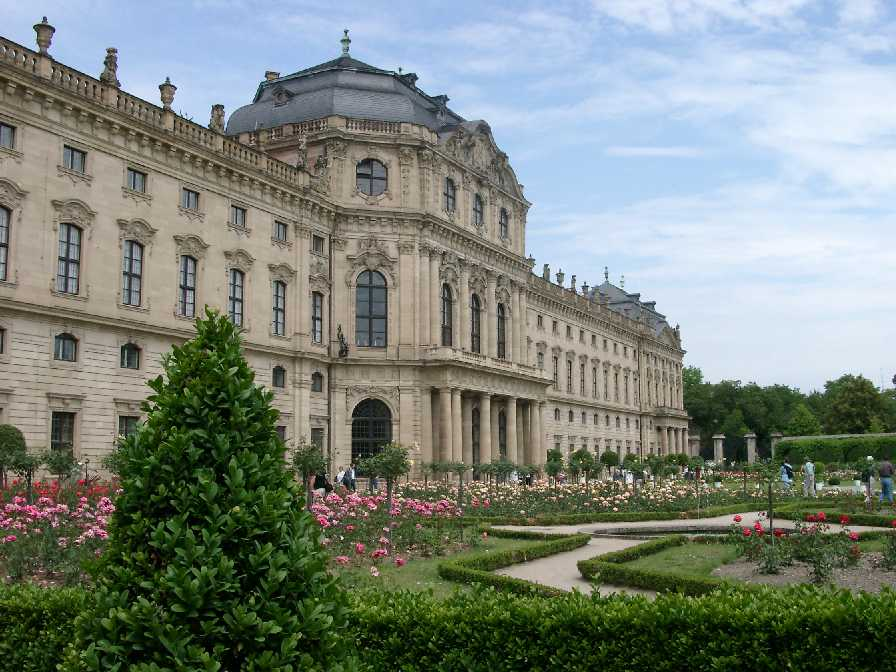
Residentie van Würzburg

De oude kern van Würzburg ligt op de rechteroever van de Main. Van de verschillende bruggen over de rivier is de Alte Mainbrücke de oudste. Deze middeleeuwse brug werd in de 18de eeuw voorzien van twaalf barokke heiligenbeelden. De Domstraße vormt de verbinding tussen de brug en de Sint-Kilianusdom.
Op een heuvel aan de rand van de stad bevindt zich de vesting Marienberg, die het Mainfränkisches Museum huisvest. Van 1253 tot 1719 resideerden hier de prins-bisschoppen van Würzburg, totdat ze naar de Residentie verhuisden. Dit laat-barokke paleis, dat in 1744 gereedkwam, geldt als een van de belangrijkste in zijn soort. Het werd ontworpen door Balthasar Neumann. Tot het complex behoren ook de hofkerk en de hoftuin.
In de oude binnenstad bevindt zich de Sint-Kilianusdom (Dom St. Kilian), de op drie na grootste Romaanse kathedraal van Duitsland. Bij de naoorlogse wederopbouw werd de kerk voor een groot deel van haar niet-oorspronkelijke barokke elementen ontdaan. Wel barok is de grafkapel voor de bisschoppelijke familie Schönborn, die evenals de residentie van de hand van Balthasar Neumann is en in 1736 werd ingewijd. De dom bevat ook jongere elementen, zoals de neoromaanse westfaçade.

## Kunst en cultuur

### Musea
- Museum im Kulturspeicher in het culturele centrum Kulturspeicher, Alter Hafen
- Het Martin-von-Wagner Museum met een grote collectie i.v.m. de Klassieke Oudheid.

### Sport
FC Würzburger Kickers is de professionele voetbalclub van Würzburg en speelt in de Flyeralarm Arena.

## Bekende inwoners van Würzburg

### Geboren
- Jacques-Joseph Haus (1796-1881), auteur Belgisch en Portugees strafwetboek
- Philipp Franz von Siebold (1796-1866), medicus en botanicus
- Friedrich Dollmann (1882-1944), generaal
- Clinge Doorenbos (1884-1978), Nederlands cabaretier, journalist, (strip)auteur en dichter
- Franz Halder (1884-1972), generaal
- Alfred Jodl (1890-1946), generaal
- Oskar Dirlewanger (1895-1945), berucht SS-officier
- Werner Heisenberg (1901-1976), natuurkundige en Nobelprijswinnaar
- Hermann Schwander (1912-1987), componist, muziekpedagoog en dirigent
- Eva Maria (Evi) Pracht (1937-2021), Duits-Canadees amazone
- Thomas Bach (1953), voorzitter van het Internationaal Olympisch Comité en voormalig schermer
- Carsten Bresser (1970), mountainbiker
- Stefan Schmid (1970), atleet
- Brittney Powell (1972), actrice
- Regina Schleicher (1974), wielrenster
- Frank Baumann (1975), voetballer
- Dirk Nowitzki (1978), basketballer
- Bernd Korzynietz (1979), voetballer
- Steffen Hofmann (1980), voetballer
- Thorsten Kirchbaum (1987), voetballer

### Overleden
- Kilianus (ca.640-689), missionaris-bisschop en apostel
- Philipp Friedrich Buchner (1614-1669)

## Trivia
- Naar de stad werd een Duits radarsysteem uit de Tweede Wereldoorlog genoemd, de Würzburg-radar.